# Sarcophaga yuwanensis
Sarcophaga yuwanensis är en tvåvingeart som beskrevs av Sugiyama 1991. Sarcophaga yuwanensis ingår i släktet Sarcophaga och familjen köttflugor. Inga underarter finns listade i Catalogue of Life.